# Lusitaniosoma machadoi
Lusitaniosoma machadoi är en mångfotingart som beskrevs av Christoph D. Schubart 1953. Lusitaniosoma machadoi ingår i släktet Lusitaniosoma och familjen Lusitaniosomatidae. Inga underarter finns listade i Catalogue of Life.